# Podnoszenie ciężarów na Igrzyskach Azjatyckich 1970
Podnoszenie ciężarów na Igrzyskach Azjatyckich 1970 odbywało się w dniach 10–17 grudnia 1970 roku. Rywalizacja odbywała się w ośmiu konkurencjach, wyłącznie wśród mężczyzn.

## Podsumowanie

### Klasyfikacja medalowa
| Miejsce | państwo          | Złoto | Srebro | Brąz | Razem |
| ------- | ---------------- | ----- | ------ | ---- | ----- |
| 1       | Japonia          | 4     | 2      | 0    | 6     |
| 2       | Iran             | 2     | 1      | 3    | 6     |
| 2       | Korea Południowa | 2     | 1      | 3    | 6     |
| 4       | Indonezja        | 0     | 2      | 0    | 2     |
| 5       | Filipiny         | 0     | 1      | 0    | 1     |
| 5       | Tajwan           | 0     | 1      | 0    | 1     |
| 7       | Birma            | 0     | 0      | 2    | 2     |
| Razem   | Razem            | 8     | 8      | 8    | 24    |

### Medaliści
| Konkurencja | 1. miejsce        | 2. miejsce           | 3. miejsce           |
| Mężczyźni   | Mężczyźni         | Mężczyźni            | Mężczyźni            |
| ----------- | ----------------- | -------------------- | -------------------- |
| 52 kg       | Takeshi Horikoshi | Salvador del Rosario | Mohammad Reza Nasehi |
| 56 kg       | Mohammad Nasiri   | Kenkichi Andō        | Choi Mun-jae         |
| 60 kg       | Yoshiyuki Miyake  | Madek Kasman         | Than Tun             |
| 67,5 kg     | Nasrollah Dehnavi | Won Shin-hee         | Htein Win            |
| 75 kg       | Nobuyuki Hatta    | Daniel Gevargiz      | Lee Chun-sik         |
| 82,5 kg     | Masushi Ōuchi     | Chao Cheng-hsueng    | Park Moon-soo        |
| 90 kg       | Yun Suk-won       | Hideki Fujimoto      | Ebrahim Pourdejam    |
| 110 kg      | Kim Dae-jhu       | Abdul Rosjid         | Houshang Kargarnejad |